# Loto-Tonga Soka Centre
Das Loto-Tonga Soka Centre ist ein Fußballplatz in Nukuʻalofa, Tonga. Das mit Naturrasen ausgestattete Stadion bietet 1.500 Zuschauern Platz.
Der Platz wurde von der FIFA mitfinanziert und 2001 eröffnet. Dort fanden die Spiele der tongaischen Fußballnationalmannschaft der ersten Runde der Qualifikation für die Weltmeisterschaft 2018 statt.
Das Hauptbüro der Tonga Football Association befindet sich ganz in der Nähe des Platzes.